# Communauté de communes du Pays des Sources
La communauté de communes du Pays des Sources (ou CCPS) est une communauté de communes française, située dans le département 
de l'Oise.

## Histoire
L'intercommunalité a été créée au 1er janvier 1997 par un arrêté préfectoral du 31 décembre 1996. 
Le 1er janvier 2012, la commune de Solente a quitté la communauté de communes du Pays Noyonnais pour rejoindre le Pays des Sources,, portant à 48 le nombre de communes associées dans cette intercommunalité.

## Toponymie
Le nom de Pays des sources a été retenu sur proposition de la Société archéologique et historique du pays du Matz et rappelle que le territoire communautaire accueille les sources de l´Aronde, du Matz et de la Divette.

## Territoire communautaire

### Géographie
L'intercommunalité regroupe l'ensemble des communes des anciens cantons de Lassigny et de Ressons-sur-Matz, ainsi que Ognolles et Solente.

### Composition
En 2021, a communauté de communes est composée des 48 communes suivantes :

| Nom                         | Code Insee | Gentilé           | Superficie (km2) | Population (dernière pop. légale) | Densité (hab./km2) |
| --------------------------- | ---------- | ----------------- | ---------------- | --------------------------------- | ------------------ |
| Ressons-sur-Matz (siège)    | 60533      | Ressontois        | 9,23             | 1 742 (2022)                      | 189                |
| Amy                         | 60011      | Amédéens          | 12,58            | 421 (2022)                        | 33                 |
| Antheuil-Portes             | 60019      | Antheuillais      | 10,73            | 410 (2022)                        | 38                 |
| Avricourt                   | 60035      |                   | 7,01             | 237 (2022)                        | 34                 |
| Baugy                       | 60048      |                   | 7,17             | 284 (2022)                        | 40                 |
| Beaulieu-les-Fontaines      | 60053      | Bellifontains     | 12,6             | 571 (2022)                        | 45                 |
| Belloy                      | 60061      |                   | 2,98             | 70 (2022)                         | 23                 |
| Biermont                    | 60071      | Biermontois       | 3,92             | 172 (2022)                        | 44                 |
| Boulogne-la-Grasse          | 60093      |                   | 9,41             | 466 (2022)                        | 50                 |
| Braisnes-sur-Aronde         | 60099      |                   | 2,6              | 175 (2022)                        | 67                 |
| Candor                      | 60124      | Candoriens        | 8,95             | 319 (2022)                        | 36                 |
| Cannectancourt              | 60126      | Cannectancourtois | 7,57             | 517 (2022)                        | 68                 |
| Canny-sur-Matz              | 60127      | Cannychons        | 6,89             | 411 (2022)                        | 60                 |
| Conchy-les-Pots             | 60160      | Conchyliens       | 9,67             | 753 (2022)                        | 78                 |
| Coudun                      | 60166      | Coudunois         | 10,4             | 1 054 (2022)                      | 101                |
| Crapeaumesnil               | 60174      | Crapeaumesnilois  | 4,82             | 220 (2022)                        | 46                 |
| Cuvilly                     | 60191      | Cuvillois         | 8,61             | 621 (2022)                        | 72                 |
| Cuy                         | 60192      | Cuyotrats         | 4,33             | 216 (2022)                        | 50                 |
| Dives                       | 60198      | Divois            | 8,29             | 376 (2022)                        | 45                 |
| Écuvilly                    | 60204      | Écuvillois        | 5,77             | 299 (2022)                        | 52                 |
| Élincourt-Sainte-Marguerite | 60206      | Élincourtois      | 10,98            | 918 (2022)                        | 84                 |
| Évricourt                   | 60227      |                   | 3                | 217 (2022)                        | 72                 |
| Fresnières                  | 60258      |                   | 2,97             | 157 (2022)                        | 53                 |
| Giraumont                   | 60273      | Giraumontois      | 3,55             | 524 (2022)                        | 148                |
| Gournay-sur-Aronde          | 60281      |                   | 14,71            | 535 (2022)                        | 36                 |
| Gury                        | 60292      | Gurichons         | 5,01             | 233 (2022)                        | 47                 |
| Hainvillers                 | 60294      |                   | 2,96             | 87 (2022)                         | 29                 |
| Laberlière                  | 60329      | Berladiers        | 3,49             | 200 (2022)                        | 57                 |
| Lagny                       | 60340      |                   | 10,77            | 524 (2022)                        | 49                 |
| Lassigny                    | 60350      | Lachenois         | 16,65            | 1 436 (2022)                      | 86                 |
| Lataule                     | 60351      |                   | 7,37             | 117 (2022)                        | 16                 |
| Mareuil-la-Motte            | 60379      |                   | 9,17             | 606 (2022)                        | 66                 |
| Margny-aux-Cerises          | 60381      | Margnotins        | 4,55             | 254 (2022)                        | 56                 |
| Margny-sur-Matz             | 60383      |                   | 7,24             | 533 (2022)                        | 74                 |
| Marquéglise                 | 60386      | Marquéglisiens    | 6,76             | 481 (2022)                        | 71                 |
| Monchy-Humières             | 60408      | Monchy-Humiérois  | 7,8              | 776 (2022)                        | 99                 |
| Mortemer                    | 60434      | Mortemerois       | 6,56             | 220 (2022)                        | 34                 |
| Neufvy-sur-Aronde           | 60449      |                   | 7,31             | 278 (2022)                        | 38                 |
| La Neuville-sur-Ressons     | 60459      |                   | 2,68             | 203 (2022)                        | 76                 |
| Ognolles                    | 60474      | Ognollais         | 6,67             | 287 (2022)                        | 43                 |
| Orvillers-Sorel             | 60483      |                   | 8,51             | 519 (2022)                        | 61                 |
| Plessis-de-Roye             | 60499      |                   | 6,2              | 240 (2022)                        | 39                 |
| Ricquebourg                 | 60538      | Ricquebourgeois   | 5,09             | 293 (2022)                        | 58                 |
| Roye-sur-Matz               | 60558      |                   | 10,75            | 451 (2022)                        | 42                 |
| Solente                     | 60621      |                   | 3,06             | 130 (2022)                        | 42                 |
| Thiescourt                  | 60632      | Thiescourtois     | 13,03            | 749 (2022)                        | 57                 |
| Vignemont                   | 60675      | Vignemontois      | 4,23             | 420 (2022)                        | 99                 |
| Villers-sur-Coudun          | 60689      | Villersois        | 6,39             | 1 419 (2022)                      | 222                |

### Démographie
| 1968   | 1975   | 1982   | 1990   | 1999   | 2010   | 2015   | 2021   |
| ------ | ------ | ------ | ------ | ------ | ------ | ------ | ------ |
| 13 806 | 13 415 | 14 965 | 16 908 | 18 751 | 21 156 | 22 038 | 22 110 |

## Organisation

### Siège
Le siège de l'intercommunalité était  au Château de Lassigny.
La communauté de communes a décidé en mars 2017 de quitter ce siège, qu'elle louait à la commune de Lassigny, pour emménager sur l'ancien site de la mini-sucrerie Syngenta dont elle 'est rendue propriétaire,,.
Depuis le 09 septembre 2019, le siège de la communauté de communes se situe donc 408  rue Georges Latapie à Ressons-sur-Matz, dans les anciens locaux de Sygenta Seeds.

### Élus
L'intercommunalité  est administrée par son conseil communautaire, composé, à compter de 2014, de 61 conseillers municipaux titulaires, représentant chaque commune membre et répartis sensiblement à proportion de leur population. Afin de tenir compte de l'évolution de la démographie des communes, la composition du conseil communautaire est porté à 62 membres pour la mandature 2020-2026, répartis de la manière suivante :
- 4 délégués pour Lassigny, Ressons-sur-Matz et Villers-sur-Coudun ;
- 2 délégués pour Conchy-les-Pôts, Coudun, Élincourt-Sainte-Marguerite, Monchy-Humières et Thiescourt ;
- 1 délégué ou son suppléant pour les autres communes.

Au terme  des élections municipales de 2020 dans l'Oise, le conseil nouveau communautaire réuni le 15 juillet 2020 a réélu son président, René Mahet, maire de Lataule, et désigné ses six vice-présidents, qui sont : 
1. Alain de Paermentier, maire de Ressons-sur-Matz, chargé de l'aménagement de l’espace, urbanisme, habitat & voirie & développement économique
2. Francis Cormier, maire d'Orvillers-Sorel, chargé de l'environnement : gestion des ressources en eau et ordures ménagères ;
3. Marie-Christine Pinsson, maire de Conchy-les-Pots, chargée du  tourisme valorisation du territoire ;
4. Michèle Swynghedauw, maire de  de Mareuil-la-Motte, chargée des  services à la population : petite enfance & santé & transports  ;
5. Sébastien Nancel, maire de Lagny, chargé de la  jeunesse et du sport ;
6. Patrick Peyr, maire de Plessier-de-Roye, chargé de la communication et de la culture

Le bureau communautaire, qui constitue l'exécutif de la communauté pour le mandat 2020-2060, est constitué du président, des six vice-présidents et de 15 autres membres.

### Liste des présidents
| Période | Période                        | Identité      | Étiquette | Qualité                                                                      |
| ------- | ------------------------------ | ------------- | --------- | ---------------------------------------------------------------------------- |
| 1997    | 2001                           | Pierre Dubois | RPR       | Maire de Lassigny (1965 → 2001) Conseiller général de Lassigny (1970 → 1998) |
| 2001    | En cours (au 17 novembre 2021) | René Mahet    | UMP → LR  | Maire de Lataule (2001 → ) Réélu pour le mandat 2020-2026,                   |

### Compétences
L'intercommunalité exerce les compétences qui lui ont été transférées par les communes membres, dans les conditions déterminées par le code général des collectivités territoriales. Il s'agit de : 
- Aménagement de l'espace
- Développement économique
- Protection et la mise en valeur de l'environnement
- Politique du logement et du cadre de vie
- Voirie
- Construction, l'entretien et le fonctionnement d’équipements culturels et sportifs
- Collèges
- Animation du Pays des Sources et les services à la population
- Transports
- Identité, la promotion et la communication
- Culture
- Études, assistance et Conseil
- Groupement de commandes
- Tourisme
- Très Haut Débit
- SIG

### Fiscalité et budget
La communauté de communes est un établissement public de coopération intercommunale à fiscalité propre.
Afin de financer l'exercice de ses compétences, la communauté de communes perçoit une fiscalité additionnelle aux impôts locaux des communes, avec fiscalité professionnelle de zone (FPZ ) et sans fiscalité professionnelle sur les éoliennes (FPE).
Elle ne verse pas de dotation de solidarité communautaire (DSC) à ses communes membres.

### Effectifs
Pour exercer ses compétences, l'entercommunalité était l'employeur, en 2018, de 28 agents. Ils étaient au 31 décembre 2012 26, dont 22 fonctionnaires, 3 contractuels de droit public et 1 apprenti.

### Organes de coopération
En 2020, l'intercommunalité est membre de divers syndicats mixtes : 
- SM de la vallée du Matz ;
- SI d'aménagement et d'entretien des cours d'eau et fossés du bassin versant de la Verse  ;
- SM Oise-Aronde ;
- SM du département de l'Oise, pour le transport et le traitement des déchets ménagers et assimilés ;
- SM du SAGE Oise Moyenne ;
- SI d'aménagement et d'entretien de la Divette et de ses affluents ;
- SMAH du bassin versant de la Somme (AMEVA).

La CCPH est également membre du Pays de Sources et Vallées, créé en 2007 par  les communautés de communes des Deux Vallées, du Pays Noyonnais et du Pays des Sources afin de développer des projets considérés comme structurants pour le territoire et les intercommunalités qui le composent, notamment en matière de développement économique, touristique, d'habitat, d'urbanisme et d'aménagemenent des villes et villages, développement culturel et protection de l'environnement.

### Identité visuelle
Le logo de l'intercommunalité a été conçu en 1998 dans le cadre d'un concours auquel ont participé douze classes d'école primaire du territoire, et le projet retenu est cxelui d'une école de Lassigny.

## Projets et réalisations
Environnement
La CCPS a adopté en 2019 le plan climat-air-énergie territorial (PCAET) élaboré par le Pays des sources et vallées (PSV), et qui se fixe notamment comme objectif de réduire l'impact carbone du territoire, notamment dans le secteur des transports en favorisant la création d'aires de covoiturage ou l'aménagement de voies douces ou en ouvrant une station de gaz naturel véhicule afin de réduire de 20 % les émissions des poids lourds. Le PCAET prévoit également de faboriser l'isolation thermique des bâtiments, d'habitation comme d'entreprises, ainis que l'agriculture biologique et la culture de plantes destinées à être utilisées comme biocombustibles.
Santé
La CCPS envisage la création d'un centre de santé à Lassigny vers 2020. La structure accueillerait des médecins salariés et serait ouverte à des praticiens libéraux.
Économie
Le parc d'activités du Chevreuil a été créé en 2008 au lieu-dit du  Fond-Madelon à Ressons-sur-Matz, situé à un kilomètre de la sortie de l'autoroute A1. Il comprend 42 parcelles sur un site de 17 ha.
L'intercommunalité a créé en 2015 un bâtiment relais permettant d'y accueillir de jeunes PME artisanales et industrielles, afin qu'elles s'y développent puis s'installent sur le territoire.